# Test de Bishop
El test de de Bishop, también conocido como índice de Bishop, es una puntuación que valora el cuello uterino en el trabajo de parto y ayuda a predecir si será requerida inducción del parto. También se ha utilizado para evaluar las probabilidades de parto prematuro espontáneo. El test de Bishop fue desarrollado por el Dr. Edward Bishop y se publicó en agosto de 1964.

## Componentes
La puntuación total se logra mediante la evaluación de los siguientes cinco componentes en el examen vaginal:
- Dilatación cervical
- Borramiento cervical
- Consistencia cervical
- Posición cervical
- Encajamiento fetal

El test de Bishop gradúa a las pacientes que tendrán más probabilidades de lograr una inducción exitosa. La duración del trabajo está inversamente correlacionado con el test de Bishop; una puntuación que supera los 8 describe el paciente más probabilidades de lograr un parto vaginal exitoso. Una puntuación menor de 6 por lo general requieren que se utilice un método de la maduración cervical antes que otros métodos.

## El test
Cada componente se le asigna una puntuación de 0 a 2 o 0 a 3. La puntuación más alta posible es 13.

## Interpretación
Una puntuación de 6 o menos sugiere que es poco probable que el trabajo de parto pueda empezar sin inducción. Una puntuación de 9 o más indica que el trabajo de parto probablemente comenzará de forma espontánea.
La puntuación de un Bishop baja indica que la inducción es poco probable que tenga éxito. Algunas fuentes indican que sólo una puntuación de 8 o mayor es fiable de predicción de una inducción exitosa.[cita requerida]

## Test de Bishop modificado
Según el sistema de puntuación cervical pre-inducción de la Bishop Modificado, ha sido eficientemente sustituido por la longitud cervical en cm, con puntuaciones de la siguiente manera: 0 para > 3 cm, 1 para > 2 cm, 2 para > 1 cm y 3 para> 0 cm .
Otra modificación de la puntuación del Bishop son los modificadores. Se suman o restan puntos de acuerdo a las circunstancias especiales de la siguiente manera:
- Se añade un punto por:

1. Existencia de preeclampsia
2. Cada parto vaginal anterior

- Se resta un punto por:

1. Embarazo postérmino
2. La nuliparidad (no hay partos vaginales anteriores)
3. Rotura prematura de membranas, parto prematuro.